# 2090 Mizuho
2090 Mizuho (1978 EA) là một tiểu hành tinh vành đai chính được phát hiện ngày 12 tháng 3 năm 1978 bởi T. Urata ở Yakiimo Station.